# 徹社
徹社（とおすのやしろ）は、愛知県名古屋市熱田区にある神社である。熱田神宮の境内末社のひとつ。

## 概要
祭神として天照大神和魂（あまてらすおおかみにぎみたま）を祀る。
創建は元明天皇在位年間（707年（慶雲4年） - 715年（和銅8年））という。『熱田太神宮秘密百録』（室町時代前期）に八大菩薩のひとつとして「徹ス御前」がみえ、『熱田大神宮御鎮座次第神体本記』（室町時代後期）は祭神を「御大神御霊」とする。
熱田祀官であった大原美城は、その社名は生まれながらにして放つ光彩を地の底まで貫徹させるという天照大神の日徳を称揚した『日本書紀』の記述に由来するという。他方、『熱田本社末社神体尊命記』（1677年（延宝5年））などには「水内ノ明神建御名方ノ命」とあり、国学者天野信景は、当社の由来を信濃国諏訪大社に座す建御名方神 （たけみなかたのかみ）の勧請であるとし、この由縁から水内大神（みづちのおおかみ）と呼ばれることもあった。また、武蔵国日吉八王子神社（北緯35度39分40.42秒 東経139度18分42.07秒 / 北緯35.6612278度 東経139.3116861度）と同体とする説もある。
長らく別宮八剣宮の摂社としてあり、1693年（元禄6年）重建の記録がある。1893年（明治26年）には同じく八剣宮の摂社であった八子社、住吉社、八幡社、春日社を合祀している。